# Angie (Lied)
Angie ist ein Lied der britischen Rockband The Rolling Stones, das im August 1973 erschien.

## Entstehung und Veröffentlichung
Geschrieben wurde das Lied vom Autorenduo und von den Rolling-Stones-Mitgliedern Mick Jagger und Keith Richards, während eines Aufenthalts in der Schweiz. Für die Produktion zeichnete Jimmy Miller verantwortlich.
Die Erstveröffentlichung von Angie erfolgte als Single am 17. August 1973 beim eigenen Musiklabel. Diese erschien als 7″-Single mit der B-Seite Silver Train (Katalognummer: RS 19105). Am 31. August 1973 erschien das Lied Teil von Goats Head Soup (Katalognummer: COC 59 101), dem elften Studioalbum der Rolling Stones. Darüber hinaus finden sich Liveeinspielungen auf den AlbenStripped (1995, Katalognummer: Virgin 8410402) und Live Licks (2004, Katalognummer: Virgin 8751862) wieder.

## Inhalt
Das Lied, in dem Keith Richards den mit Plektrum gespielten Gitarrenpart ständig variiert, besteht aus einem an eine Angie gerichteten Abschiedsmonolog, in welchem der Sänger seiner Geliebten erklärt, warum für die Beziehung keine Hoffnung mehr besteht. Er verweist dabei mehrmals auf die vergangenen Versuche, in der Beziehung Zufriedenheit bzw. Befriedigung zu finden, um dann letztlich den Schluss zu ziehen, dass dies nicht möglich scheint. Es sei so keine Erfüllung zu finden, alle Träume seien verpufft, obgleich er sie noch liebe. Zudem hätten sie kein Geld mehr in den Taschen. Tröstend verweist er darauf, dass es gut sei, (noch) am Leben zu sein.

## Hintergründe und Interpretationen
Immer wieder wurde darüber spekuliert, welche „Angie“ konkret gemeint sein könnte. Es gab Mutmaßungen, es könne sich um Anita Pallenberg, die damalige Lebensgefährtin von Keith Richards, um Angela Bowie, die erste Frau von David Bowie, der eine Dreiecks-Beziehung mit Jagger und ihrem damaligen Ehemann nachgesagt wird, oder um Marianne Faithfull, deren Beziehung zu Jagger 1969 endete, handeln. Richards selbst äußerte sich im Begleittext des Best-of-Albums Jump Back wie folgt: „Kurz davor kam meine Tochter zur Welt, die Angela hieß, und der Name machte im Haus die Runde. [...] Angie passte einfach.“ (Keith Richards: Begleittext zum Album Jump Back: The Best of The Rolling Stones). Jagger bestätigte diese Aussage, als er erklärte, dass Richards mit dem Titel Angie ankam und er den restlichen Text hinzufügte. Darüber hinaus wird „Angie“ auch als englischer Codename für Kokain verwendet.

## Rezeption

### Rezensionen
Obwohl das kommerziell erfolgreiche Album von Kritikern nicht besonders gut aufgenommen wurde, bezeichnete man Angie als Höhepunkt des Albums und lobte es für die beispiellose, überzeugende Leidenschaft in Mick Jaggers Stimme und den sich im Text manifestierenden Zwiespalt zwischen der traditionellen Vorstellung von Romantik und einem vernunftgeprägten Pragmatismus.

### Mediale Verwendung
Die CDU benutzte das Lied in ihrem Wahlkampf zur Bundestagswahl 2005 als Reverenz auf ihre Spitzenkandidatin Angela Merkel. Die Rolling Stones untersagten der CDU mit Bezug auf ihre Urheberrechte die Benutzung ihres Titels, während sich die CDU darauf berief, entsprechende GEMA-Gebühren zu entrichten.
Eine SPD-Unterstützerorganisation propagierte eine deutsche Version von Angie, um auf Liedzeilen wie „Angie, Angie, sie können nicht sagen, wir hätten es nie versucht“ hinzuweisen.

## Kommerzieller Erfolg

### Chartplatzierungen
Angie avancierte zum Nummer-eins-Hit in Belgien, den Niederlanden, Norwegen, der Schweiz, den Vereinigten Staaten und dem Vereinigten Königreich.
| ChartsChartplatzierungen       | Höchstplatzierung | Wochen/ Monate |
| ------------------------------ | ----------------- | -------------- |
| Deutschland (GfK)              | 2 (22 Wo.)        | 22 Wo.         |
| Österreich (Ö3)                | 8 (5 Mt.)         | 5 Mt.          |
| Schweiz (IFPI)                 | 1 (19 Wo.)        | 19 Wo.         |
| Vereinigte Staaten (Billboard) | 1 (16 Wo.)        | 16 Wo.         |
| Vereinigtes Königreich (OCC)   | 5 (10 Wo.)        | 10 Wo.         |

| ChartsJahrescharts (1973)      | Platzierung |
| ------------------------------ | ----------- |
| Deutschland (GfK)              | 43          |
| Schweiz (IFPI)                 | 2           |
| Vereinigte Staaten (Billboard) | 85          |

### Auszeichnungen für Musikverkäufe
In den Vereinigten Staaten wurden eine Million Singles der Originalversion von Angie verkauft, womit die Platte Goldstatus erhielt. In Großbritannien wurden 200.000 verkaufte Singles bestätigt, was für eine silberne Schallplatte reichte. Mit europaweit 1,2 Millionen verkauften Singles ist Angie die erfolgreichste Single der Rolling Stones in Europa.
| Land/Region                  | Auszeichnungen für Musikverkäufe (Land/Region, Auszeichnung, Verkäufe) | Verkäufe  |
| ---------------------------- | ---------------------------------------------------------------------- | --------- |
| Australien (ARIA)            | 2× Platin                                                              | 140.000   |
| Frankreich (SNEP)            | Gold                                                                   | 500.000   |
| Italien (FIMI)               | Gold                                                                   | 25.000    |
| Japan (RIAJ)                 | Gold                                                                   | 50.000    |
| Neuseeland (RMNZ)            | Platin                                                                 | 30.000    |
| Spanien (Promusicae)         | Platin                                                                 | 60.000    |
| Vereinigte Staaten (RIAA)    | Gold                                                                   | 1.000.000 |
| Vereinigtes Königreich (BPI) | Silber                                                                 | 250.000   |
| Insgesamt                    | 1× Silber · 4× Gold · 4× Platin ·                                      | 2.055.000 |

Hauptartikel: The Rolling Stones/Auszeichnungen für Musikverkäufe

## Coverversionen
- 1983 veröffentlichten Womack & Womack eine Coverversion des Liedes auf ihrem Album Love Wars.
- Tori Amos coverte Angie auf ihrer 1992er EP Crucify.
- Die Stereophonics spielten den Song auf ihrem Album Hurry Up and Wait.
- Uwe Schmidt coverte Angie unter seinem Projekt LB auf dem Album Pop Artificielle 1998, gesungen durch eine Vocal-Synthesizer-Software.
- Eine Parodie unter dem Titel E Hähnsche stammt von den Wormser Ärzten.
- Die deutsche Band J.B.O. parodierte den Song auf dem Album Laut, indem sie den gefühlvollen Gesang sehr überspitzt darstellte.
- Jasmine Bonnin: Single A-Seite Angie, B-Seite Straßen Unserer Stadt (Streets of London), 1973
- Juliane Werding: Angie (Album Wenn du denkst, du denkst, dann denkst du nur, du denkst, 1975)
- 1975 veröffentlichte Mike Krüger eine Parodie mit dem Titel Gehen Sie.
- Von Willy Astor stammt eine weitere Parodie mit dem Titel Ein Ski